# جیانگ وی (کشتی‌گیر)
جیانگ وی (انگلیسی: Jiang Wei؛ زادهٔ ۲۴ مهٔ ۱۹۷۱) کشتی‌گیر اهل چین بود. وی در بازی‌های المپیک تابستانی ۱۹۹۲ شرکت کرده‌است.